# 定城镇 (定远县)
定城镇，是中华人民共和国安徽省滁州市定远县下辖的一个乡镇级行政单位。

## 行政区划
定城镇下辖以下地区：
三里桥社区、迎宾路社区、西大街社区、北大街社区、南大街回民社区、人民路社区、长征路社区、靠城路社区、南环路社区、市场路社区、严桥路社区、幸福路社区、泉坞山社区、长青社区、城北社区、南塘社区、花园湖社区、双塘社区、定西社区、定东社区、东顾社区、城南社区、友谊社区、丰收村、双庙村、棠店村、解放村、岗上村、何庄村、程桥村、连环村、宫集村、十八岗村、岗刘村、斋朗村、民生村和回民村。